# Supercopa da Espanha de 2020–21
A Supercopa da Espanha de 2020–21 foi a 37ª edição da Supercopa da Espanha, um torneio anual de futebol organizado pela Real Federação Espanhola de Futebol (em espanhol: Real Federación Española de Fútbol, RFEF) entre clubes profissionais do futebol espanhol disputada desde 1982. Real Madrid entrou como atual campeão.
Athletic Bilbao foi o campeão, derrotando o Barcelona por 3–2 na prorrogação.
Em 2019, a RFEF fez um acordo com mandatários da Arábia Saudita para que a Supercopa seja disputada no país asiático, mas, devido às circunstâncias provocadas pelo COVID-19, essa edição aconteceu na Espanha, sendo a Andaluzia a comunidade autônoma escolhida como sede para abrigar as três partidas que devem ser disputadas.

## Qualificação
O torneio conta com os finalistas da Copa del Rey de 2019–20 (que foi adiada devido à pandemia e ainda não havia sido disputada até o final de 2020) e duas equipes com melhor classificação da La Liga de 2019–20 que não obtiveram classificação através da final da copa.

### Equipes classificadas
As seguintes quatro equipes disputarão o torneio:
| Equipe          | Método de classificação                 | Participação | Última participação      | Performance | Performance  | Performance   |
| Equipe          | Método de classificação                 | Participação | Última participação      | Títulos     | Vice-campeão | Semifinalista |
| --------------- | --------------------------------------- | ------------ | ------------------------ | ----------- | ------------ | ------------- |
| Real Madrid     | Campeão da La Liga de 2019–20           | 17º          | Campeão em 2019–20       | 11          | 5            | –             |
| Barcelona       | Vice-campeão da La Liga de 2019–20      | 25º          | Semifinalista em 2019–20 | 13          | 10           | 1             |
| Athletic Bilbao | Vice-campeão da Copa del Rey de 2019–20 | 6º           | Campeão em 2015          | 2           | 3            | –             |
| Real Sociedad   | Campeã da Copa del Rey de 2019–20       | 2º           | Campeão em 1982          | 1           | –            | –             |

## Sorteio
O sorteio foi realizado em 17 de dezembro de 2020, na sede da Real Federação Espanhola de Futebol, em La Ciudad del Fútbol. Foi realizado com a condição de que Real Madrid e Barcelona não se enfrentassem nas semifinais.

## Partidas

### Esquema
|  | Semifinais | Semifinais      | Semifinais      |   |  | Final     | Final | Final |
|  |            |                 |                 |   |  |           |       |       |
|  |            | Real Sociedad   | 1 (2)           |   |  |           |       |       |
|  |            | Barcelona       | 1 (3)           |   |  |           |       |       |
|  |            |                 |                 |   |  | Barcelona | 2     |       |
|  |            |                 | Athletic Bilbao | 3 |  |           |       |       |
|  |            | Real Madrid     | 1               |   |  |           |       |       |
|  |            | Athletic Bilbao | 2               |   |  |           |       |       |

### Semifinais
| 13 de janeiro de 2021 | Real Sociedad        | 1 – 1 (pro) | Barcelona   | Nuevo Arcángel, Córdova            |
| 21:00 (UTC+1)         | Oyarzabal 51' (pen.) | Relato      | 39' De Jong | Árbitro: José Luis Munuera Montero |

|                                        |       | Penalidades                           |  |
| Bautista Oyarzabal José Merino Januzaj | 2 – 3 | De Jong Dembélé Pjanić Griezmann Puig |  |

| 14 de janeiro de 2021 | Real Madrid | 1 – 2     | Athletic Bilbao        | La Rosaleda, Málaga            |
| 21:00 (UTC+1)         | Benzema 73' | Relatório | 18', 38' (pen.) García | Árbitro: Juan Martínez Munuera |

### Final
| 17 de janeiro de 2021 | Barcelona          | 2 – 3 (pro) | Athletic Bilbao                               | La Cartuja, Sevilha        |
| 21:00 (UTC+1)         | Griezmann 40', 77' | Relatório   | 42' De Marcos · 88' Villalibre · 94' Williams | Árbitro: Jesús Gil Manzano |

## Premiação
| Supercopa da Espanha de 2020–21     |
| ----------------------------------- |
| Athletic Bilbao Campeão (3º título) |